# Voyage (ABBA)
| Recensione      | Giudizio |
| --------------- | -------- |
| AllMusic        |          |
| The Guardian    |          |
| MusicOMH        |          |
| NME             |          |
| PopMatters      | 8/10     |
| Rolling Stone   |          |
| The Independent |          |
| The Times       |          |

Voyage è il nono (e ad oggi ultimo) album in studio del gruppo musicale svedese ABBA, pubblicato il 5 novembre 2021 dalla Polar Music.

## Descrizione
I brani sono stati registrati tra il 2017 e il 2021 presso lo studio di registrazione di proprietà di Benny Andersson. L'uscita dell'album è stata anticipata dalla pubblicazione dei singoli I Still Have Faith in You, Don't Shut Me Down e Just a Notion.

## Tracce
1. I Still Have Faith in You – 5:09
2. When You Danced with Me – 2:50
3. Little Things – 3:08
4. Don't Shut Me Down – 3:56
5. Just a Notion – 3:31
6. I Can Be That Woman – 4:01
7. Keep an Eye on Dan – 4:05
8. Bumblebee – 3:57
9. No Doubt About It – 2:56
10. Ode to Freedom – 3:32

## Formazione
Gruppo
- Anni-Frid Lyngstad – voce
- Benny Andersson – voce, pianoforte, sintetizzatore, arrangiamento
- Björn Ulvaeus – voce
- Agnetha Fältskog – voce

Altri musicisti
- Per Lindvall – batteria, percussioni
- Lasse Wellander – chitarra
- Lasse Jonsson – chitarra
- Pär Grebacken – flauto dolce, clarinetto, sassofono tenore
- Jan Bengtson – flauto, sassofono baritono
- Stockholm Concert Orchestra – orchestra
- Göran Arnberg – orchestrazione, direzione
- Children's Choir of Stockholm International School – coro
- Kimberly Akester – direzione del coro
- Mats Eglund – basso (traccia 6)

Produzione
- Benny Andersson – produzione, missaggio
- Björn Ulvaeus – produzione associata
- Bernard Lörn – missaggio, ingegneria del suono, programmazione Pro Tools
- Linn Fijal – assistenza tecnica
- Vilma Colling – assistenza tecnica
- Björn Engelmann – mastering

## Successo commerciale
Globalmente Voyage è stato l'8º album più venduto in generale del 2021 secondo l'International Federation of the Phonographic Industry.
Nel Regno Unito il disco ha accumulato oltre 40 000 pre-ordini in 24 ore e altrettanti nei due giorni successivi, infrangendo il record per il maggior numero di pre-ordini tenuto da Progress dei Take That dal 2010. A metà ottobre l'album contava 111 000 pre-ordini. Ha debuttato in vetta alla Official Albums Chart con 203 909 unità vendute nella sua prima settimana, rendendo gli ABBA i tredicesimi artisti (e il quinto gruppo) a ottenere dieci album numero uno nel paese. Le cifre di vendita sono le più alte da ÷ di Ed Sheeran nel 2017, e sono state maggiori del totale del resto dell'intera top thirty. Le vendite fisiche hanno costituito l'89,53% del totale di Voyage: 148 471 CD, 29 891 vinili (il numero più alto in una settimana nel nuovo millennio) e 4 205 audiocassette sono stati acquistati.
Voyage ha debuttato in vetta alla classifica tedesca con oltre 200 000 unità vendute in una settimana, più del totale delle vendite totalizzate dal resto della top 100. Si tratta delle vendite più alte in una settimana per un album dall'album eponimo dei Rammstein due anni e mezzo prima, e per un album internazionale in sei anni da 25 di Adele. È entrato al primo posto in classifica anche in Francia, dove ha venduto 38 500 unità in una settimana (37 500 vendite fisiche e digitali e circa 1,5 milioni di riproduzioni in streaming).
Nei Paesi Bassi Voyage ha registrato il numero più alto di pre-ordini in oltre quattro anni, con oltre 40 000 copie prenotate al momento della sua pubblicazione. Nella Sverigetopplistan, classifica del paese natale del gruppo, l'album ha debuttato al primo posto e ha piazzato tutte le sue dieci tracce fra i primi trenta posti della classifica dei singoli. In Italia Voyage ha debuttato al 6º posto della classifica, diventando il più alto posizionamento raggiunto da un album in studio degli ABBA nelle classifiche italiane.
L'album ha regalato agli ABBA il loro debutto più alto nella Billboard 200 statunitense, dove è entrato in 2ª posizione con 82 000 unità vendute. Di queste, 78 000 sono vendite pure (42 000 CD, 17 500 vinili, 17 500 download digitali e 1 000 audiocassette), rendendolo l'album più acquistato della settimana; le rimanenti 4 000 unità provengono dai 4,9 milioni di ascolti in streaming delle tracce. È entrato al 2º posto anche nella Billboard Canadian Albums, anche in questo caso con le maggiori vendite pure della settimana.
In Giappone Voyage ha debuttato al 4º posto sia nella classifica Oricon relativa alle vendite fisiche, con 11 688 copie acquistate nei suoi primi tre giorni di disponibilità, che nella classifica generale che include anche vendite digitali e riproduzioni in streaming. In aggiunta, la versione con il secondo disco ABBA Gold: Greatest Hits ha venduto 2 502 copie, piazzandosi 16ª nella classifica delle vendite e 34ª in quella generale.

## Classifiche

### Classifiche settimanali
| Classifica (2021) | Posizione massima |
| ----------------- | ----------------- |
| Australia         | 1                 |
| Austria           | 1                 |
| Belgio (Fiandre)  | 1                 |
| Belgio (Vallonia) | 1                 |
| Canada            | 2                 |
| Croazia           | 2                 |
| Danimarca         | 1                 |
| Finlandia         | 1                 |
| Francia           | 1                 |
| Germania          | 1                 |
| Giappone          | 4                 |
| Grecia            | 1                 |
| Irlanda           | 1                 |
| Islanda           | 1                 |
| Italia            | 6                 |
| Lituania          | 23                |
| Norvegia          | 1                 |
| Nuova Zelanda     | 1                 |
| Paesi Bassi       | 1                 |
| Polonia           | 2                 |
| Portogallo        | 1                 |
| Regno Unito       | 1                 |
| Repubblica Ceca   | 1                 |
| Slovacchia        | 2                 |
| Spagna            | 2                 |
| Stati Uniti       | 2                 |
| Svezia            | 1                 |
| Svizzera          | 1                 |
| Ungheria          | 3                 |

### Classifiche di fine anno
| Classifica (2021) | Posizione |
| ----------------- | --------- |
| Australia         | 10        |
| Austria           | 1         |
| Belgio (Fiandre)  | 1         |
| Belgio (Vallonia) | 3         |
| Danimarca         | 12        |
| Francia           | 31        |
| Germania          | 1         |
| Irlanda           | 9         |
| Islanda           | 94        |
| Paesi Bassi       | 4         |
| Polonia           | 43        |
| Portogallo        | 8         |
| Regno Unito       | 3         |
| Repubblica Ceca   | 3         |
| Slovacchia        | 7         |
| Spagna            | 68        |
| Svezia            | 1         |
| Svizzera          | 1         |
| Ungheria          | 26        |
| Classifica (2022) | Posizione |
| Austria           | 61        |
| Belgio (Fiandre)  | 23        |
| Belgio (Vallonia) | 77        |
| Germania          | 3         |
| Svezia            | 57        |
| Svizzera          | 13        |